# Crescent Motors
Die Crescent Motors Ltd. war ein britischer Automobil-Hersteller in Birmingham. Diese Firma stellte von 1913 bis 1915 Kleinwagen unter dem Namen Crescent her.
1913 entstand ein Wagen mit luftgekühltem V2-Motor, der einen Hubraum von 964 cm³ hatte und eine Leistung von 8 bhp (5,9 kW) entwickelte. Der Radstand des 3200 mm langen und 1219 mm breiten Wagens betrug 2362 mm, seine Spurweite 965 mm. Das Fahrzeuggewicht lag bei 356 kg und damit oberhalb der Grenze für Cyclecars.
Kurz vor Ausbruch des Ersten Weltkrieges 1914 wurde der luftgekühlte Motor durch einen wassergekühlten ersetzt, der einen Hubraum von 1095 cm³ aufwies und 9 bhp (6,6 kW) leistete. In dieser Form wurde der Crescent noch bis 1915 gebaut.

## Modelle
| Modell | Bauzeitraum | Zylinder | Leistung       | Radstand | Gewicht |
| ------ | ----------- | -------- | -------------- | -------- | ------- |
| 8 hp   | 1913        | 2 V      | 8 bhp (5,9 kW) | 2362 mm  | 356 kg  |
| 9 hp   | 1914–1915   | 2 V      | 9 bhp (6,6 kW) | 2362 mm  | 356 kg  |

## Quelle
Culshaw, David & Horrobin, Peter: The Complete Catalogue of British Cars 1895–1975, Veloce Publishing plc., Dorchester (1997), ISBN 1-874105-93-6